# A Man's Prerogative
A Man's Prerogative er en amerikansk stumfilm fra 1915 af George Nichols.

## Medvirkende
- Robert Edeson som Oliver Wade.
- Mary Alden som Elizabeth Towne.
- Charles Clary som Charles Vincent.
- Billie West som Catherine.